# 閻瑞芝
閻瑞芝（1917年3月6日—2018年1月），遼北四平人，北平師範學院畢業，甲骨文篆書書畫家，1949年後隨丈夫定居台灣，曾任長青書畫會會長，多次舉辦展覽。

## 生平
閻瑞芝愛好藝術卻極少接觸藝術創作，自兒孫輩自立成年後，70歲才開始自修現代水墨畫，憑藉宗教力量與執著的個性，幾近狂熱、日以繼夜的投入創作。
1995年10月，國立臺灣藝術教育館開辦「現代水墨畫」課程，因此機遇受到台灣現代水墨畫家劉國松先生的指導和鼓勵，促使她畫出自己內心的世界。在〈心靈之作－閻瑞芝2000畫作集〉書序中，劉國松先生提到「我始終相信『教學相長』的說法」，與閻瑞芝是互相學習、不分師徒的關係。
創作風格主要分為「拓墨畫時期」及「寫體畫時期」，「寫體畫時期」將過去所學的篆書、甲骨文抽象化並融合民間色彩，自創出畫風大膽、色彩強烈的「畫中字、字中畫」。

## 作品
書法作品《甲骨文篆書》2012年在上海以1,121美元 （34,516元新台幣）的價格售出。

## 畫展與獲獎

### 個展
- 2000年：「心靈之作－閻瑞芝2000畫作展」（國軍文藝活動中心）
- 2001年：「閻瑞芝心靈之作畫展」（台灣藝術教育館）
- 2004年：「畫中字，字中畫—閻瑞芝個展 」（台灣藝術教育館南海藝廊）[2]、（台北市國父紀念館載之軒藝廊） [3][4]

### 聯展
- 1993年：「長青書畫學會聯展」（台灣社會教會館 ）
- 1995年：「長青書畫學會聯展」（台灣社會教育館）
- 1996年：「長青書畫學會聯展」（台灣社會教育館 (中央日報特別報導)）
- 1998年：「長青書畫學會聯展」（台灣中正紀念堂懷恩藝廊）、「中華民國書畫學會婦女聯展」（台灣中正紀念堂懷恩藝廊）、「2001現代水墨畫會聯展」（台灣中正紀念堂懷恩藝廊）、「2001現代水墨畫會戶外藝廊展」南海學園）
- 1999年：「2001現代水墨畫會聯展」（台灣國立藝術教育館）、「中華書畫學會聯展」（台北市立圖書館總館、台北市國父紀念館）、「心墨現代水墨畫聯展」（金門縣立社會教育館）
- 2008年：「長青書畫學會 現代水墨畫聯展」（基隆市文化中心）[5]

### 獲獎
| 年分   | 項目                       | 主辦單位           | 獲獎 |
| ------ | -------------------------- | ------------------ | ---- |
| 2001年 | 2001日本國美術展           |                    | 佳作 |
| 1998年 | 中華民國第二屆現代水墨畫展 | 國立臺灣藝術教育館 | 入選 |
| 1999年 | 中華民國第三屆現代水墨畫展 | 國立臺灣藝術教育館 | 入選 |